# Jozef Korček
Jozef Korček (* 10. března 1932, Svätý Jur) je bývalý slovenský fotbalový rozhodčí. Byl funkcionářem krajského výboru KSČ pro církevní záležitosti.
V československé lize působil jako rozhodčí 11 sezón. Devět let na listině mezinárodních rozhodčích, řídil mj. finále Středoevropského poháru. Po skončení aktivní kariéry byl i členem Výboru fotbalového svazu ÚV ČSTV a delegátem krajského fotbalového svazu. Zvláštní roli sehrál v roce 1975 při utkání posledního kola československé ligy mezi TŽ Třinec a Bohemians v Třinci. Před posledním kolem měla Sparta Praha i TŽ Třinec stejně bodů. Aby nesestoupil Třinec, musel vyhrát vyšším rozdílem než Sparta. Nejprve jako rozhodčí v prvním poločase přerušil zápas, aby publikum minutou ticha uctilo památku zesnulého funkcionáře vítkovického hokeje, který s třineckým fotbalem neměl nikdy nic společného. Druhý poločas zahájil pro jistotu o sedm minut později než na Spartě, protože se vzhledem k panujícímu horku musel o přestávce osprchovat a pak si počkat, až mu uklízečka dojde na opačnou stranu stadionu pro suché oblečení. Tím se konec utkání proti zápasu v Praze posunul a po dohrání zápasu v Praze dal Třinec potřebné dva góly, které stačily k udržení v lize.